# Thomas Seitz
Thomas Seitz (Prem, 12 agosto 1683 – Kaufbeuren, 24 novembre 1763) è stato uno stuccatore e scultore tedesco.

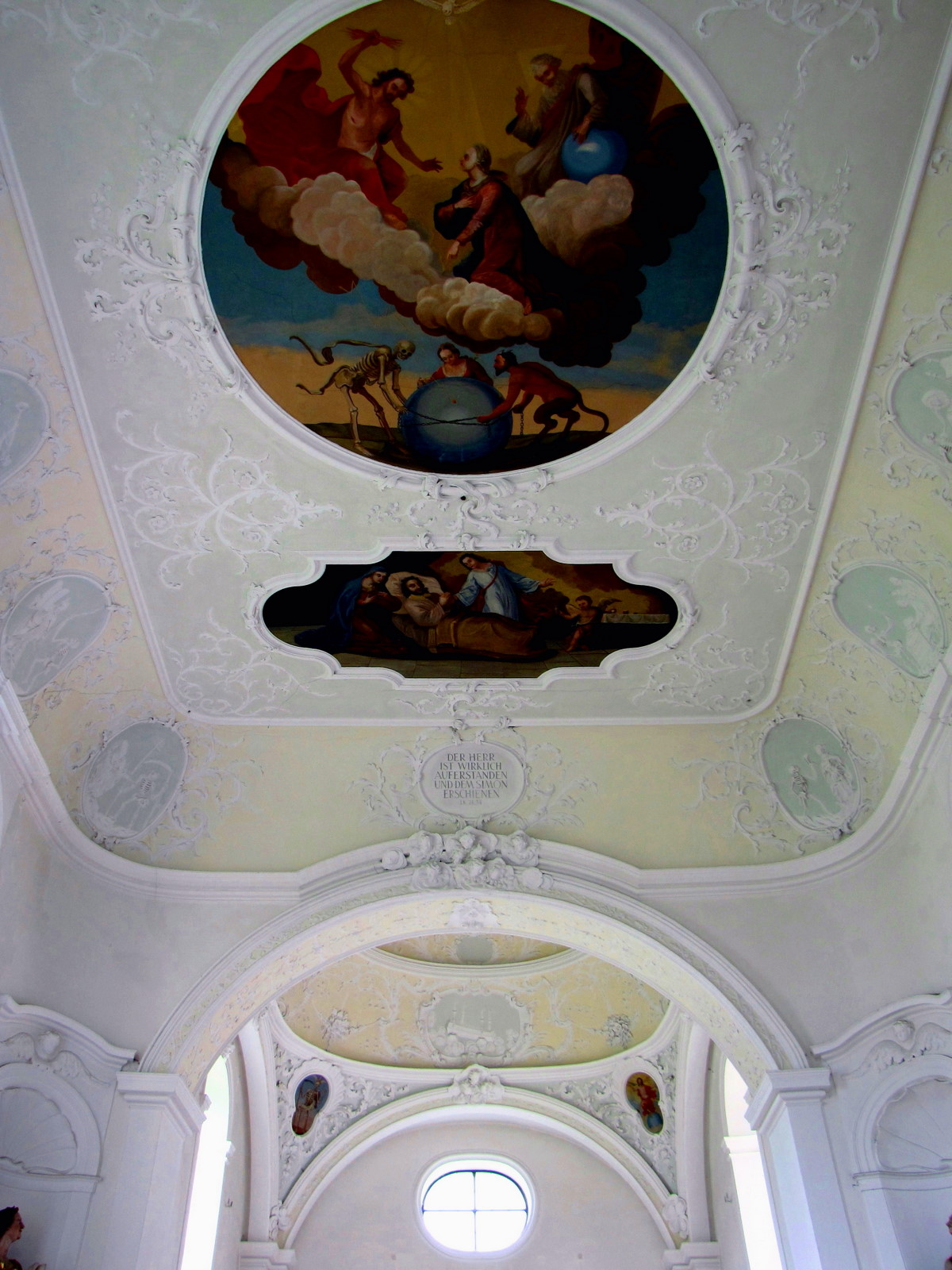
Stucco nella chiesa della Resurrezione a Breitenwang

Per trent'anni lavorò prevalentemente per l' abbazia di San Magno a Füssen. Anche il figlio Johann Paul fu uno scultore di successo.

## Biografia

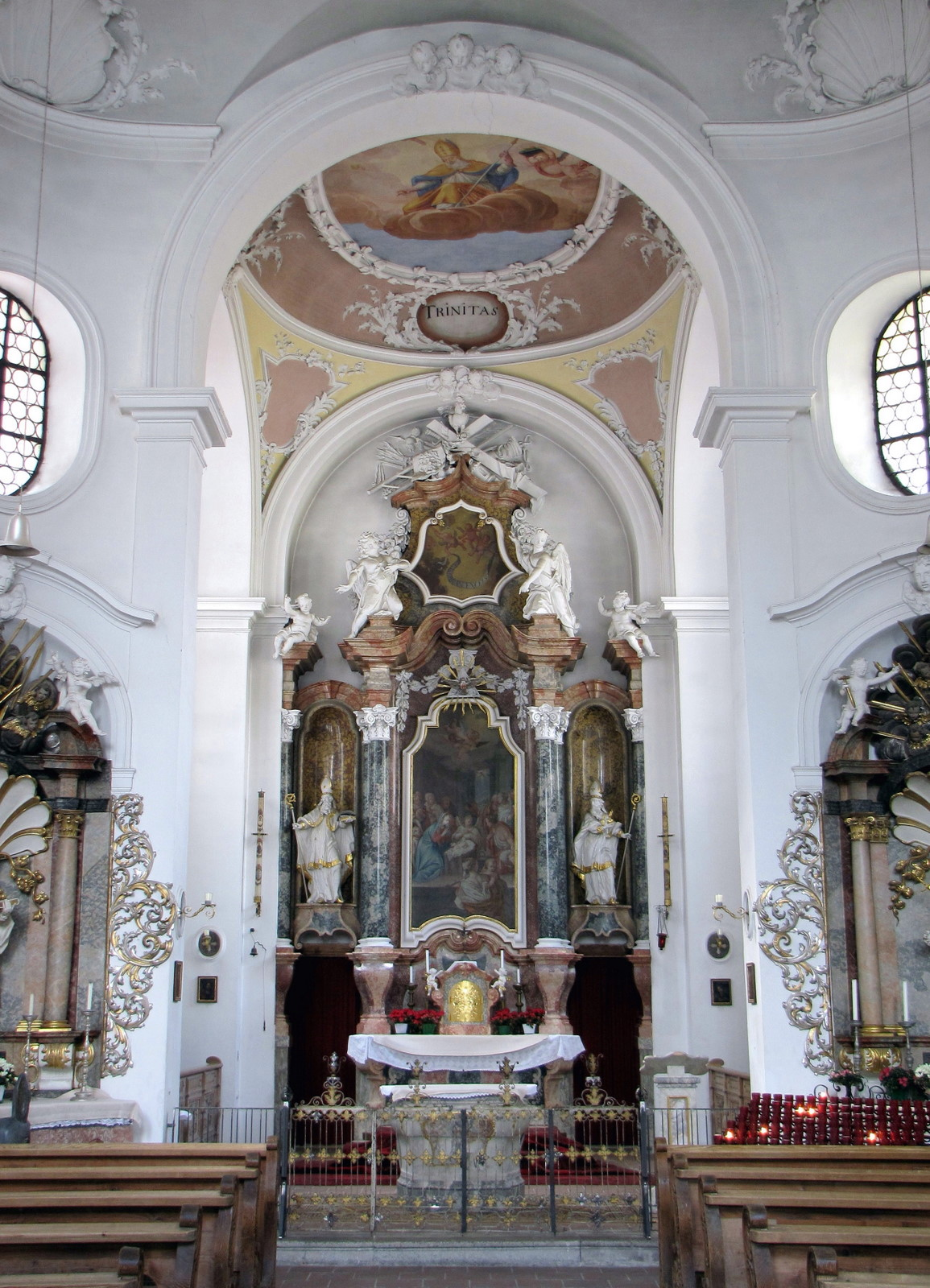
Interno della chiesa della Natività a Füssen

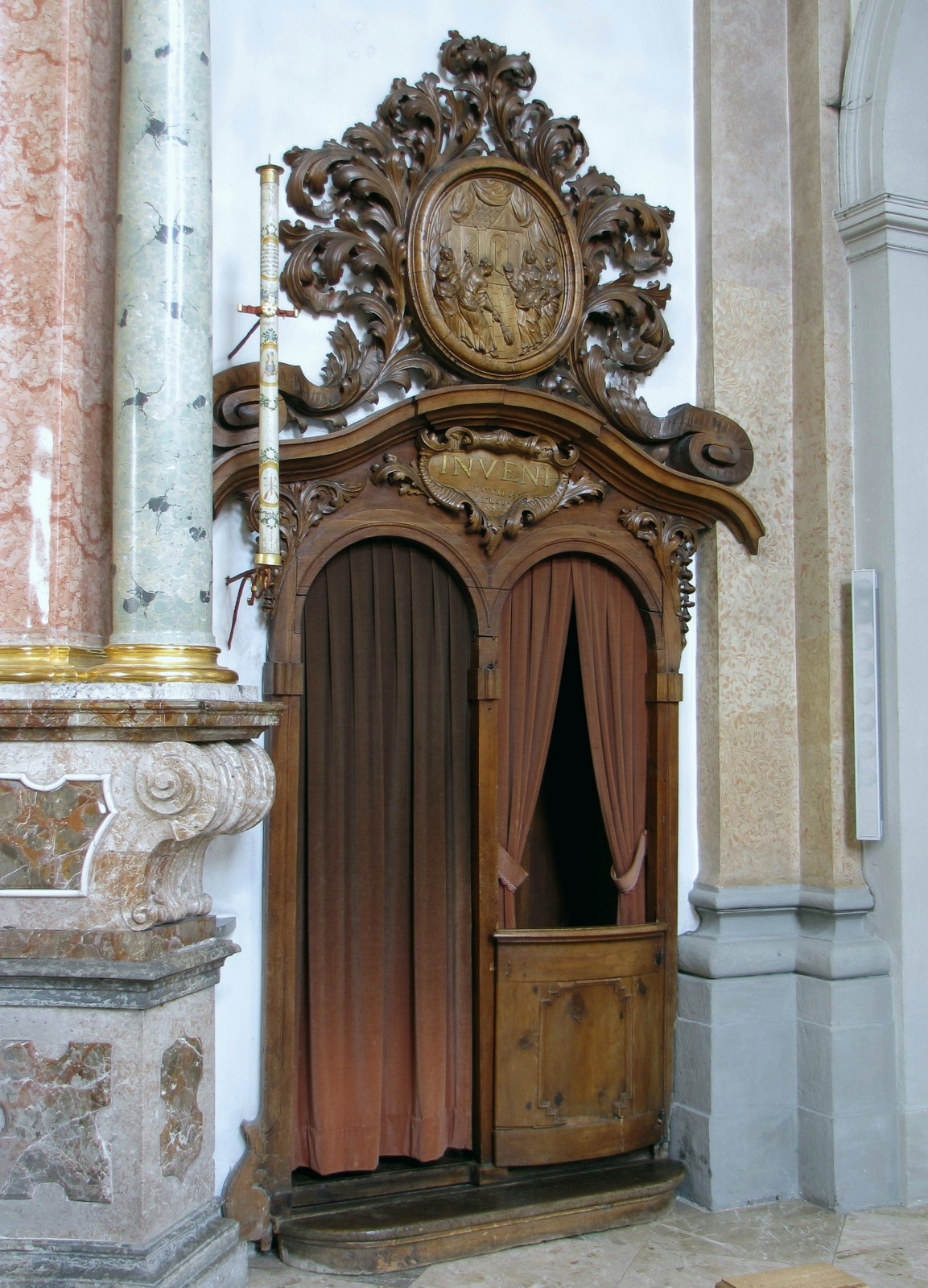
Confessionale nella chiesa abbaziale di San Magno a Füssen

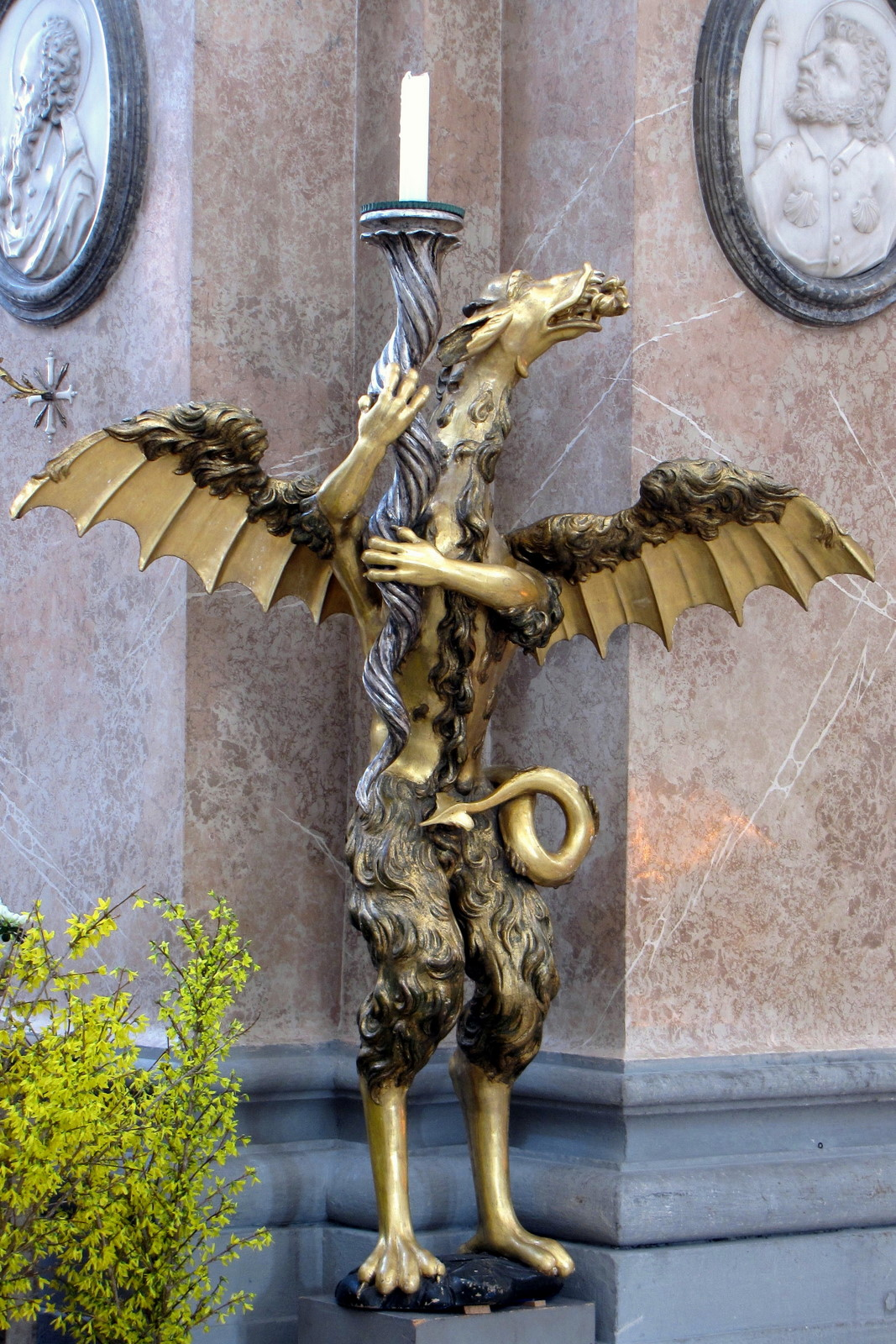
Candeliere a forma di drago nella chiesa abbaziale di San Magno a Füssen

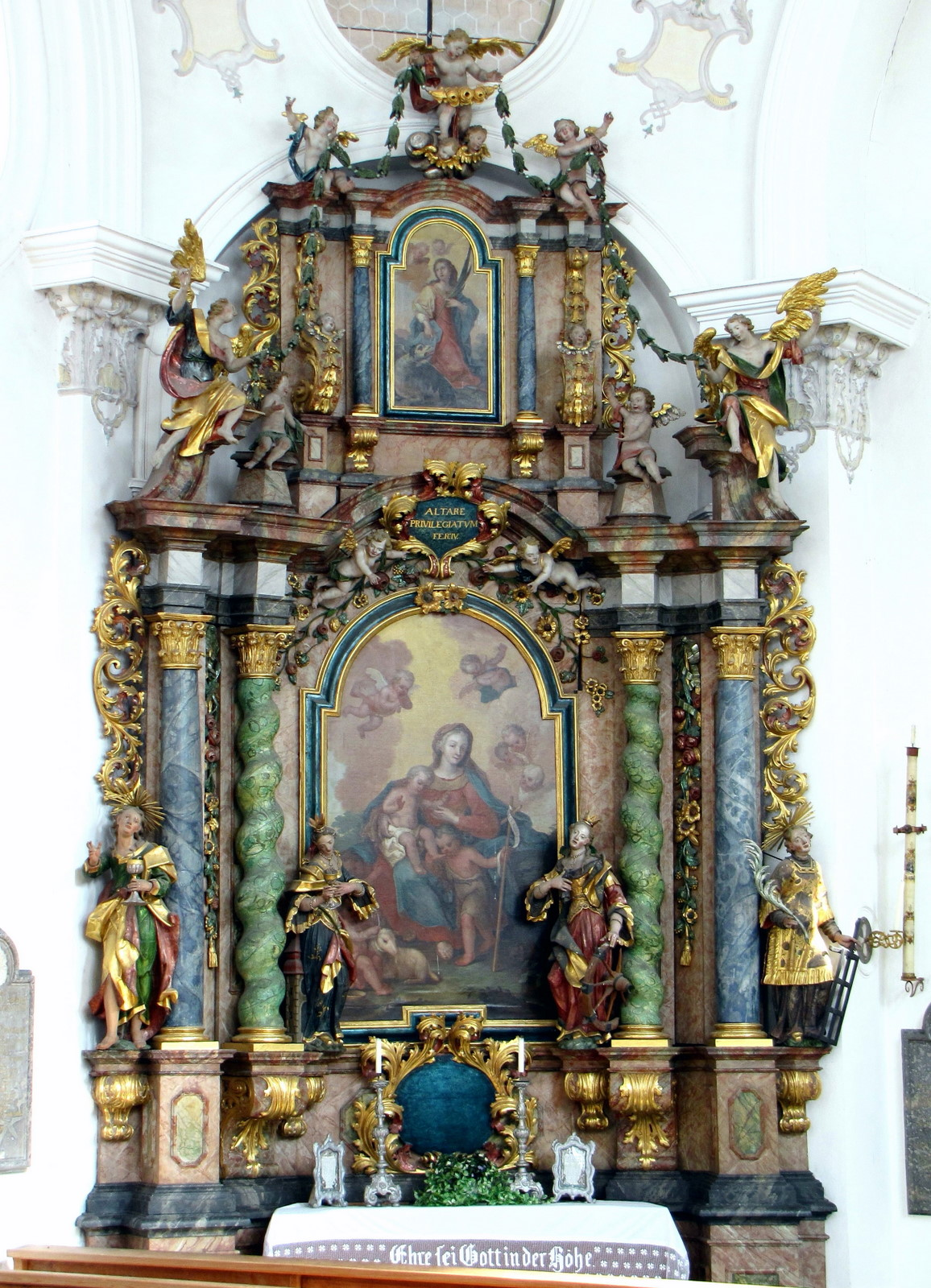
Altare laterale in San Sebastiano a Füssen

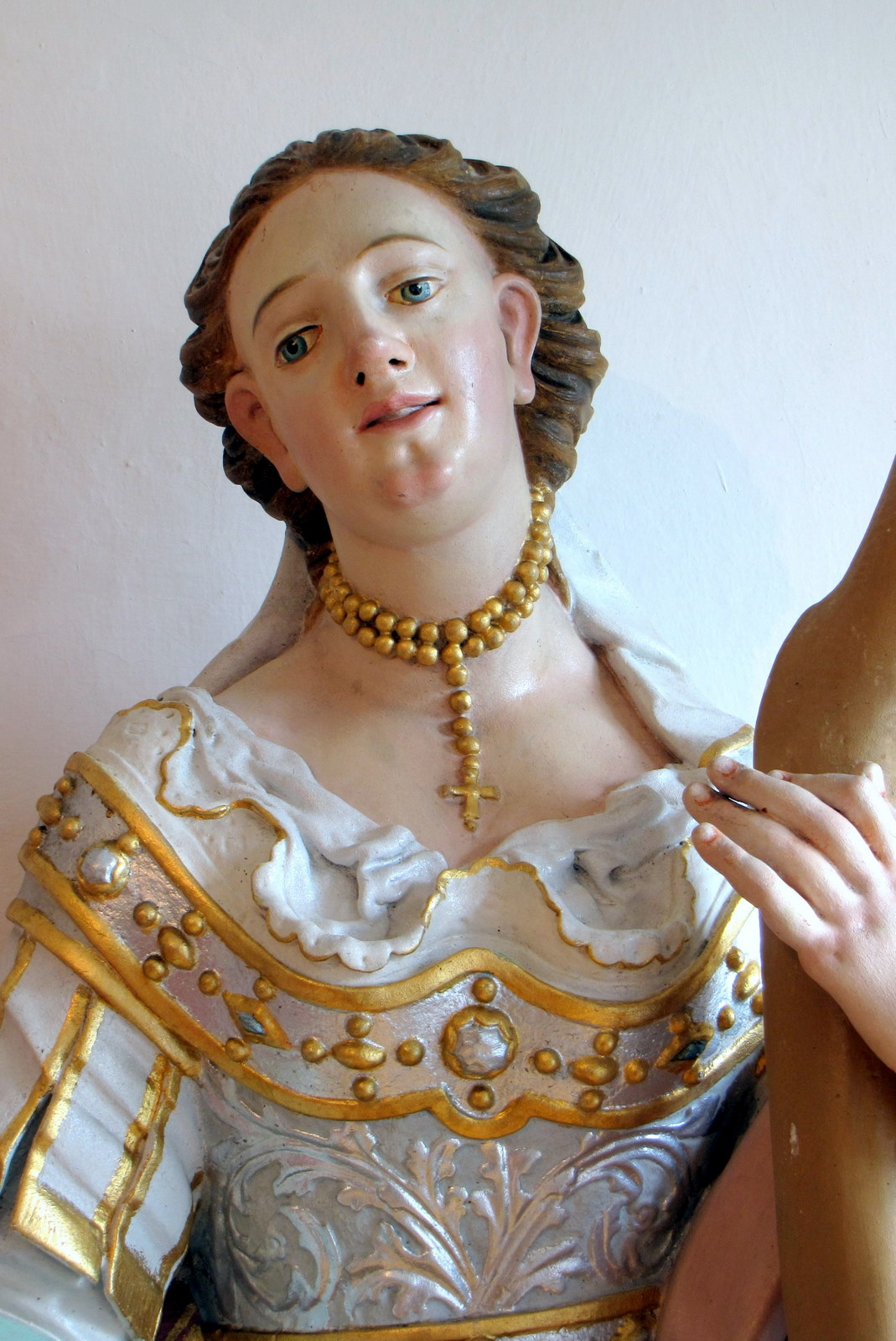
Sant'Afra sulla croce a Steingaden.

Sulla vita e sulle attività di Thomas Seitz prima del suo trasferimento a Füssen non si sa nulla, per cui non sappiamo quando e presso chi svolse il suo apprendistato di scultore.
Come suo possibile maestro, sulla base delle somiglianze stilistiche, si pensa allo scultore di Schongau, Johann Pöllandt.
Nel 1709 Seitz sposò la compaesana Agnes Dopfer e nel 1710 si stabilì con lei a Eschach (oggi città di Füssen), ove nacquero i suoi due figli: Maria Barbara e Johann Paul. Padrino di battesimo per entrambi fu l'architetto Johann Georg Fischer, con il quale tuttavia più tardi Seitz litigò giungendo fino ad un contenzioso di fronte al giudice.
Nel 1714 Seitz si trasferì con la famiglia a Füssen-Faulenbach. 
Egli istruì apprendisti ed impiegò lavoranti. Tuttavia egli non raggiunse mai la fama ed i riconoscimenti come altri scultori quali, ad esempio, il contemporaneo  Anton Sturm.
Dopo il decesso della moglie, avvenuto nel 1738, la sua attività di laboratorio di scultura, incominciò ad andar male e nel  1741 dovette dichiarare fallimento. Egli lasciò quindi Füssen e si trasferì presso il figlio Johann Paul, a Kaufbeuren, ove, ormai ottantenne, morì.

## Opere
Seitz lavorò per circa trent'anni, quasi esclusivamente a giornata, per l' abbazia di San Magno a Füssen. Il suo tipo di attività perciò non venne, nella maggior parte dei casi, riconosciuto, cosicché solo poche delle sue opere sono documentate anche archivisticamente. Inoltre le registrazioni dell'abbazia sono carenti.
Poche opere di Thomas Seitz sono riconosciute al di fuori di Füssen, per esempio quelle a Breitenwang, in Tirolo. Qui egli portò a termine, insieme con lo sconosciuto Nikolaus Kaufmann, non solo le solite decorazioni a stucco. I due artisti realizzarono anche, in dieci medaglioni a stucco nell'incavo da entrambe le parti del soffitto, l'opera più notevole do questa chiesa, la danza macabra.
Viene anche citata la versatilità artistica di Thomas Seitz, che lavorava bene allo stesso modo, legno, pietra e stucco.